# Bimota Impeto
L'Impeto est un modèle de motocyclette du constructeur italien Bimota.
L'Impeto est présentée au cours du salon EICMA 2015. L'esthétique est l’œuvre du studio CZ Design.
Le moteur reste celui de la Diavel, bicylindre en V à 90°, quatre temps, pour une puissance de 162 ch à 9 250 tr/min et un couple de 13 mkg à 8 000 tr/min.
Comme la DB8, elle utilise un cadre treillis tubulaire au chrome-molybdène ancré sur des platines latérales en aluminium.
Le freinage est assuré par Brembo, avec deux disques de 320 mm de diamètre à l'avant, mordus par des étriers radiaux quatre pistons, et un simple disque de 220 mm de diamètre à l'arrière, pincé par un étrier double piston.
La partie cycle est complétée par une fourche télescopique Öhlins de 43 mm de diamètre et un amortisseur de la même marque.
Toutes les pièces de carrosserie sont en fibre de carbone, permettant de maintenir le poids à 177 kg.
L'Impeto est présentée en blanc et rouge mais ne connaitra pas de carrière commerciale.